# Selección de fútbol sub-20 de España
La selección de fútbol sub-20 de España es el equipo formado por futbolistas de nacionalidad española menores de 20 años de edad, que representa a España a través de la Real Federación Española de Fútbol, en las competiciones de la categoría, el Mundial sub-20 y los Juegos Mediterráneos.
Es la sucesora de la selección sub-19, que disputa en año par el Europeo clasificatorio para el Mundial sub-20. Ambas selecciones comparten cuerpo técnico, conformando el segundo escalafón de las categorías inferiores de la selección nacional. España se ha proclamado campeona mundial en 1999 y subcampeona en 1985 y 2003.

## Resultados

### Mundial Sub-20
| Año                         | Fase                                       | Posición                                   | PJ                                         | PG                                         | PE                                         | PP                                         | GF                                         | GC                                         |
| --------------------------- | ------------------------------------------ | ------------------------------------------ | ------------------------------------------ | ------------------------------------------ | ------------------------------------------ | ------------------------------------------ | ------------------------------------------ | ------------------------------------------ |
| Túnez 1977                  | Fase de grupos                             | 7.º                                        | 3                                          | 1                                          | 1                                          | 1                                          | 3                                          | 3                                          |
| Japón 1979                  | Fase de grupo                              | 6.º                                        | 7                                          | 6                                          | 0                                          | 1                                          | 9                                          | 2                                          |
| Australia 1981              | Fase de grupo                              | 13.º                                       | 7                                          | 7                                          | 0                                          | 0                                          | 10                                         | 4                                          |
| México 1983                 | No clasificó                               | No clasificó                               | No clasificó                               | No clasificó                               | No clasificó                               | No clasificó                               | No clasificó                               | No clasificó                               |
| Unión Soviética 1985        | Subcampeón                                 | 2.º                                        | 6                                          | 2                                          | 2                                          | 2                                          | 8                                          | 8                                          |
| Chile 1987                  | No clasificó                               | No clasificó                               | No clasificó                               | No clasificó                               | No clasificó                               | No clasificó                               | No clasificó                               | No clasificó                               |
| Arabia Saudí 1989           | Fase de grupos                             | 15.º                                       | 3                                          | 1                                          | 0                                          | 2                                          | 4                                          | 7                                          |
| Portugal 1991               | Cuartos de final                           | 7.º                                        | 4                                          | 2                                          | 1                                          | 1                                          | 8                                          | 2                                          |
| Australia 1993              | No clasificó                               | No clasificó                               | No clasificó                               | No clasificó                               | No clasificó                               | No clasificó                               | No clasificó                               | No clasificó                               |
| Catar 1995                  | Cuarto lugar                               | 4.º                                        | 6                                          | 4                                          | 0                                          | 2                                          | 19                                         | 12                                         |
| Malasia 1997                | Cuartos de final                           | 7.º                                        | 5                                          | 4                                          | 0                                          | 1                                          | 10                                         | 3                                          |
| Nigeria 1999                | Campeón                                    | 1.º                                        | 7                                          | 5                                          | 2                                          | 0                                          | 16                                         | 5                                          |
| Argentina 2001              | No clasificó                               | No clasificó                               | No clasificó                               | No clasificó                               | No clasificó                               | No clasificó                               | No clasificó                               | No clasificó                               |
| Emiratos Árabes Unidos 2003 | Subcampeón                                 | 2.º                                        | 7                                          | 5                                          | 0                                          | 2                                          | 8                                          | 4                                          |
| Países Bajos 2005           | Cuartos de final                           | 6.º                                        | 5                                          | 4                                          | 0                                          | 1                                          | 17                                         | 4                                          |
| Canadá 2007                 | Cuartos de final                           | 5.º                                        | 5                                          | 3                                          | 2                                          | 0                                          | 13                                         | 8                                          |
| Egipto 2009                 | Octavos de final                           | 9.º                                        | 4                                          | 3                                          | 0                                          | 1                                          | 14                                         | 3                                          |
| Colombia 2011               | Cuartos de final                           | 7.º                                        | 5                                          | 3                                          | 2                                          | 0                                          | 13                                         | 4                                          |
| Turquía 2013                | Cuartos de final                           | 5.º                                        | 5                                          | 4                                          | 0                                          | 1                                          | 9                                          | 4                                          |
| Nueva Zelanda 2015          | No clasificó                               | No clasificó                               | No clasificó                               | No clasificó                               | No clasificó                               | No clasificó                               | No clasificó                               | No clasificó                               |
| Corea del Sur 2017          | No clasificó                               | No clasificó                               | No clasificó                               | No clasificó                               | No clasificó                               | No clasificó                               | No clasificó                               | No clasificó                               |
| Polonia 2019                | No clasificó                               | No clasificó                               | No clasificó                               | No clasificó                               | No clasificó                               | No clasificó                               | No clasificó                               | No clasificó                               |
| Indonesia 2021              | Cancelado debido a la pandemia de COVID-19 | Cancelado debido a la pandemia de COVID-19 | Cancelado debido a la pandemia de COVID-19 | Cancelado debido a la pandemia de COVID-19 | Cancelado debido a la pandemia de COVID-19 | Cancelado debido a la pandemia de COVID-19 | Cancelado debido a la pandemia de COVID-19 | Cancelado debido a la pandemia de COVID-19 |
| Argentina 2023              | No clasificó                               | No clasificó                               | No clasificó                               | No clasificó                               | No clasificó                               | No clasificó                               | No clasificó                               | No clasificó                               |
| Chile 2025                  | Clasificado                                | Clasificado                                | Clasificado                                | Clasificado                                | Clasificado                                | Clasificado                                | Clasificado                                | Clasificado                                |
| Total                       | 15/24                                      | 6.º                                        | 72                                         | 43                                         | 13                                         | 16                                         | 150                                        | 76                                         |

### Juegos Mediterráneos

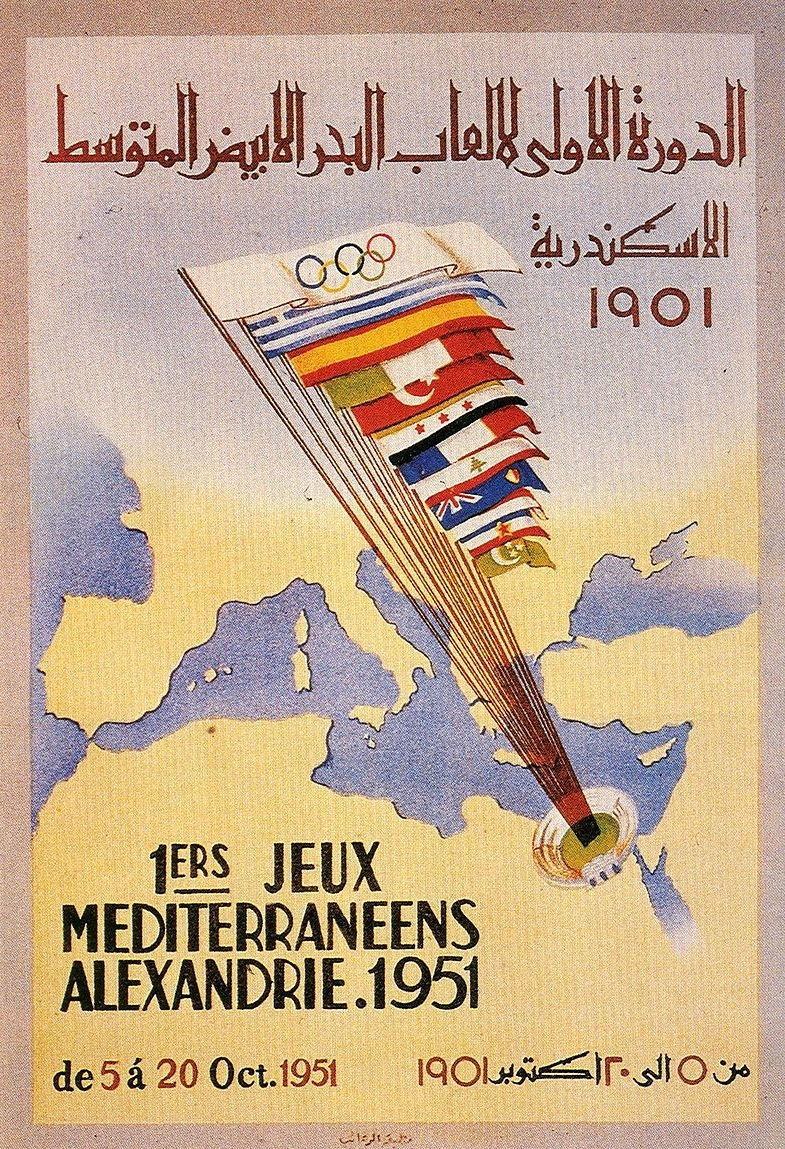
Cartel de los I Juegos Mediterráneos.

| Torneo amistoso del Mediterráneo |              |              |              |              |              |              |              |              |
| Año                              | Fase         | Posición     | PJ           | PG           | PE           | PP           | GF           | GC           |
| Grecia 1949                      | No participó | No participó | No participó | No participó | No participó | No participó | No participó | No participó |
| Copa Este del Mediterráneo       |              |              |              |              |              |              |              |              |
| Sin sede 1953                    | No participó | No participó | No participó | No participó | No participó | No participó | No participó | No participó |
| Copa del Mediterráneo            |              |              |              |              |              |              |              |              |
| Sin sede 1958                    | Campeones,   | 1.º          | 10           | 8            | 1            | 1            | 24           | 6            |
| Juegos del Mediterráneo          |              |              |              |              |              |              |              |              |
| Egipto 1951                      | No participó | No participó | No participó | No participó | No participó | No participó | No participó | No participó |
| España 1955                      | Subcampeones | 2.º          | 3            | 2            | 1            | 0            | 6            | 2            |
| Líbano 1959                      | No participó | No participó | No participó | No participó | No participó | No participó | No participó | No participó |
| Italia 1963                      | Tercer lugar | 3.º          | 5            | 3            | 2            | 0            | 15           | 5            |
| Túnez 1967                       | Tercer lugar | 3.º          | 5            | 2            | 2            | 1            | 7            | 5            |
| Turquía 1971                     | No participó | No participó | No participó | No participó | No participó | No participó | No participó | No participó |
| Argelia 1975                     | No participó | No participó | No participó | No participó | No participó | No participó | No participó | No participó |
| Yugoslavia 1979                  | No participó | No participó | No participó | No participó | No participó | No participó | No participó | No participó |
| Marruecos 1983                   | No participó | No participó | No participó | No participó | No participó | No participó | No participó | No participó |
| Siria 1987                       | No participó | No participó | No participó | No participó | No participó | No participó | No participó | No participó |
| Grecia 1991                      | No participó | No participó | No participó | No participó | No participó | No participó | No participó | No participó |
| Francia 1993                     | No participó | No participó | No participó | No participó | No participó | No participó | No participó | No participó |
| Italia 1997                      | Cuarto lugar | 4.º          | 4            | 1            | 1            | 2            | 2            | 4            |
| Túnez 2001                       | No participó | No participó | No participó | No participó | No participó | No participó | No participó | No participó |
| España 2005                      | Campeones    | 1.º          | 4            | 3            | 1            | 0            | 9            | 1            |
| Italia 2009                      | Campeones    | 1.º          | 4            | 3            | 1            | 0            | 9            | 4            |
| Turquía 2013                     | No participó | No participó | No participó | No participó | No participó | No participó | No participó | No participó |
| España 2018                      | Campeones    | 1.º          | 4            | 4            | 0            | 0            | 11           | 5            |
| Argelia 2022                     | Octavo lugar | 8.º          | 3            | 0            | 2            | 1            | 2            | 3            |
| Total                            | 9/21         | 2.º          | 42           | 26           | 11           | 5            | 85           | 35           |

Fuente: The Rec.Sport.Soccer Statistics Foundation

## Palmarés
- Campeonato del Mundo Sub-20:
  -  Campeón (1): 1999.[6]
  -  Subcampeón (2): 1985, 2003.
- Juegos Mediterráneos:
  -  Campeón (3): 2005, 2009, 2018.[7]
  -  Subcampeón (1): 1955.
  -  Tercero (2): 1963, 1967.

## Jugadores

### Última convocatoria
Convocatoria para el Campeonato Europeo de la UEFA Sub-19 2025, del 13 al 26 de junio.
| Nombre             | Posición       | Edad    | PJ | G | Club                    |
| ------------------ | -------------- | ------- | -- | - | ----------------------- |
| Raúl Jiménez       | Guardameta     | 19 años | 16 | 0 | Valencia C. F.          |
| Simón García       | Guardameta     | 18 años | 1  | 0 | Athletic Club           |
| Alexis Olmedo      | Defensa        | 19 años | 2  | 0 | F. C. Barcelona Atlètic |
| Dani Muñoz         | Defensa        | 18 años | 19 | 1 | Atlético de Madrid      |
| Jon Martín         | Defensa        | 19 años | 11 | 1 | Real Sociedad "B"       |
| Andrés Cuenca      | Defensa        | 18 años | 13 | 0 | F. C. Barcelona Atlètic |
| Jofre Torrents     | Defensa        | 18 años | 1  | 0 | F. C. Barcelona Atlètic |
| Quim Junyent       | Centrocampista | 18 años | 6  | 0 | F. C. Barcelona Atlètic |
| Jano Monserrate    | Centrocampista | 19 años | 10 | 1 | Atlético de Madrid      |
| Izan Merino        | Centrocampista | 19 años | 9  | 0 | Málaga C. F.            |
| Tommy Marqués      | Centrocampista | 18 años | 1  | 0 | F. C. Barcelona Juvenil |
| Alejandro Granados | Centrocampista | 19 años | 10 | 0 | Club Brujas             |
| Óscar Marcos       | Centrocampista | 19 años | 12 | 4 | R. C. Celta Fortuna     |
| Gonzalo Pastor     | Centrocampista | 19 años | 5  | 1 | C. D. Castellón         |
| Dani Díaz          | Delantero      | 19 años | 8  | 2 | Real Sociedad "B"       |
| Omar Janneh        | Delantero      | 18 años | 14 | 4 | Atlético de Madrid "B"  |
| Antonio Cordero    | Delantero      | 18 años | 13 | 3 | Málaga C. F.            |
| Peio Huestamendia  | Delantero      | 18 años | 8  | 1 | C. D. Basconia          |
| Jan Virgili        | Delantero      | 18 años | 1  | 0 | F. C. Barcelona Atlètic |
| Pablo García       | Delantero      | 18 años | 10 | 1 | Real Betis              |
| Paco Gallardo      | Entrenador     | 45 años |    |   |                         |